# 1973年の文学
1973年の文学（1973ねんのぶんがく）では、1973年（昭和48年）の文学に関する出来事について記述する。

## できごと
- 1月18日 - 第68回芥川龍之介賞・直木三十五賞（1972年下半期）の選考委員会開催。
- 2月21日 - 月刊誌『面白半分』1972年7月号に掲載された『四畳半襖の下張』について、同誌編集長の野坂昭如が、刑法175条のわいせつ文書販売の罪に問われ起訴された。（「四畳半襖の下張事件」参照）
- 3月 - 川端康成文学賞が創設される。
- 3月20日 - 小松左京の『日本沈没』が光文社より刊行される。同書は1973年年間ベストセラーの総合1位を記録した[1]。
- 6月10日 - 『獣の戯れ』（三島由紀夫）の文学碑が静岡県賀茂郡賀茂村に建立され、除幕式が行われる[2]。
- 10月24日 - 第1回泉鏡花文学賞の選考会開催。

## 賞

### 芥川賞・直木賞
第68回（1972年下半期）
- 芥川賞 - 山本道子『ベティさんの庭』、郷静子『れくいえむ』
- 直木賞 - 該当作なし

第69回（1973年上半期）
- 芥川賞 - 三木卓『鶸』
- 直木賞 - 長部日出雄『津軽世去れ節』『津軽じょんから節』、藤沢周平『暗殺の年輪』

### その他の賞
- 谷崎潤一郎賞（第9回） - 加賀乙彦『帰らざる夏』
- 泉鏡花文学賞（第1回） - 半村良『産霊山秘録』、森内俊雄『翔ぶ影』
- 群像新人文学賞（第16回） - 該当作なし

## 1973年の本

### 小説・戯曲
- 安部公房 『箱男』（新潮社）、『愛の眼鏡は色ガラス』（新潮社）
- 遠藤寛子 『算法少女』（岩崎書店）
- 後藤明生 『挟み撃ち』（河出書房新社）
- 小松左京 『日本沈没』（光文社）
- 川端康成 『竹の声桃の花』〈作品集〉（新潮社）
- 中里喜昭　『ふたたび歌え』（筑摩書房）
- 舟崎克彦 『ぽっぺん先生の日曜日』（筑摩書房）
- トマス・ピンチョン 『重力の虹』　※邦訳版は1993年刊行

### 評論
- 川端康成 『日本の美のこころ』（講談社）

### その他
- 安部公房 『反劇的人間』（中公新書）
- 大岡昇平 『わがスタンダール』（立風書房）
- 川端康成 『一草一花』（毎日新聞社）
- かこさとし 『からすのパンやさん』（偕成社）[3]
- 三島由紀夫 『わが思春期』（集英社）
- 山田風太郎 『滅失への青春―戦中派虫けら日記』（大和出版）

## 物故
- 1月27日 - 大伴昌司、日本の編集者・SF研究家。36歳没。
- 2月13日 - 池島信平、日本の編集者。文藝春秋の第3代社長。63歳没。
- 2月16日 - シシリー・メアリー・バーカー、イギリスの挿絵画家・児童文学者。77歳没。
- 3月6日 - パール・S・バック、米国の小説家。1932年にピュリッツァー賞を受賞した。80歳没。
- 7月11日 - 吉屋信子、日本の小説家。77歳没。
- 9月2日 - J・R・R・トールキン、イギリスの作家・詩人。81歳没。
- 9月23日 - パブロ・ネルーダ、チリの詩人・外交官。1971年にノーベル文学賞を受賞した。69歳没。
- 9月29日 - W・H・オーデン、イギリス出身の米国の詩人。66歳没。
- 10月28日 - ターハー・フセイン、エジプトの小説家・評論家。73歳没。
- 11月17日 - 浜田廣介、山形県出身の童話作家。『泣いた赤鬼』の著者として知られる。80歳没。